# Perun

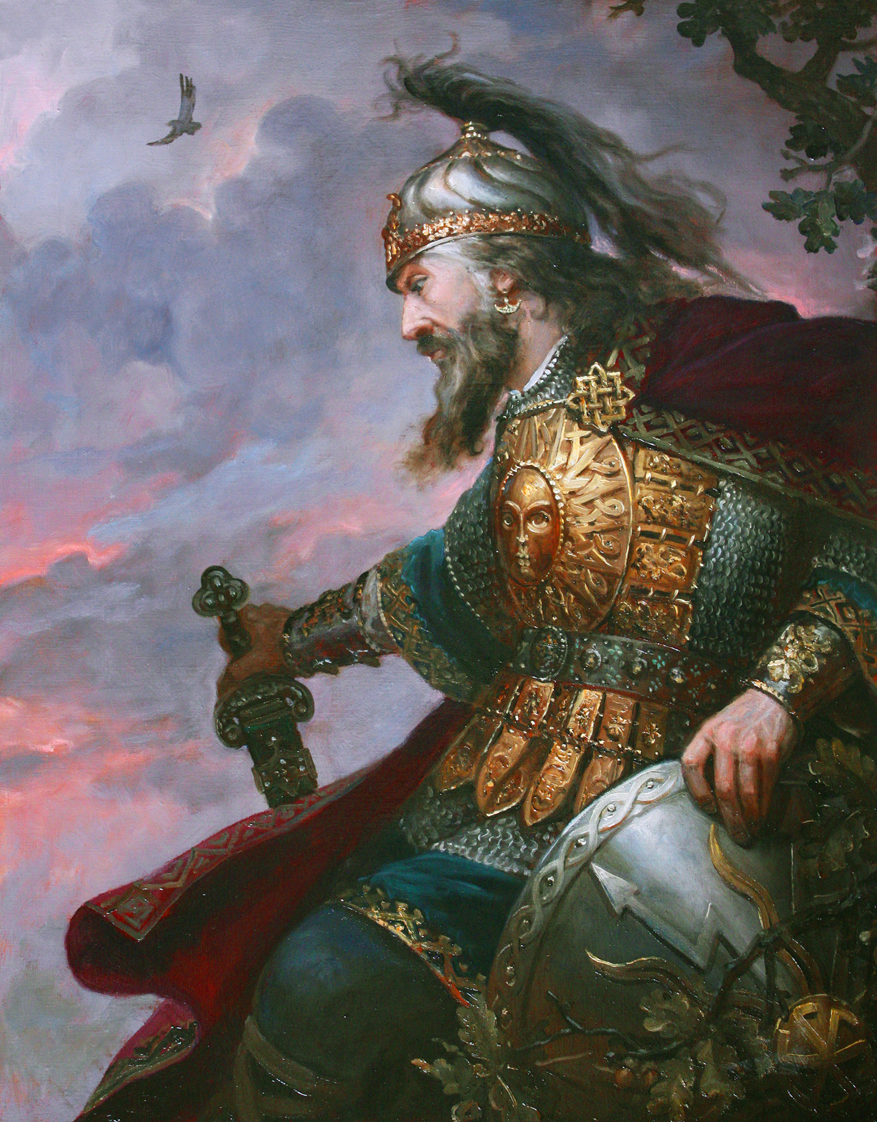

Perun era o deus do raio e da tempestade do paganismo eslavo. Era representado por uma estátua de madeira com cabeça de prata e barba de ouro. Em sua honra, imolavam-se bois, veados, carneiros e seres humanos, e se mantinha um fogo sagrado alimentado por lenha de carvalho. Os servidores que deixassem apagar o fogo seriam punidos com a morte.